# Sarcocornia
Sarcocornia ist eine Pflanzengattung in der Familie der Fuchsschwanzgewächse (Amaranthaceae). Es sind ausdauernde Salzpflanzen mit fleischigen, gegliedert erscheinenden Sprossachsen und stark reduzierten Blättern und Blüten. Sie besiedeln weltweit Meeresküsten oder Salzstellen im Inland, vor allem in wintermilden gemäßigten und subtropischen Gebieten. 

## Beschreibung

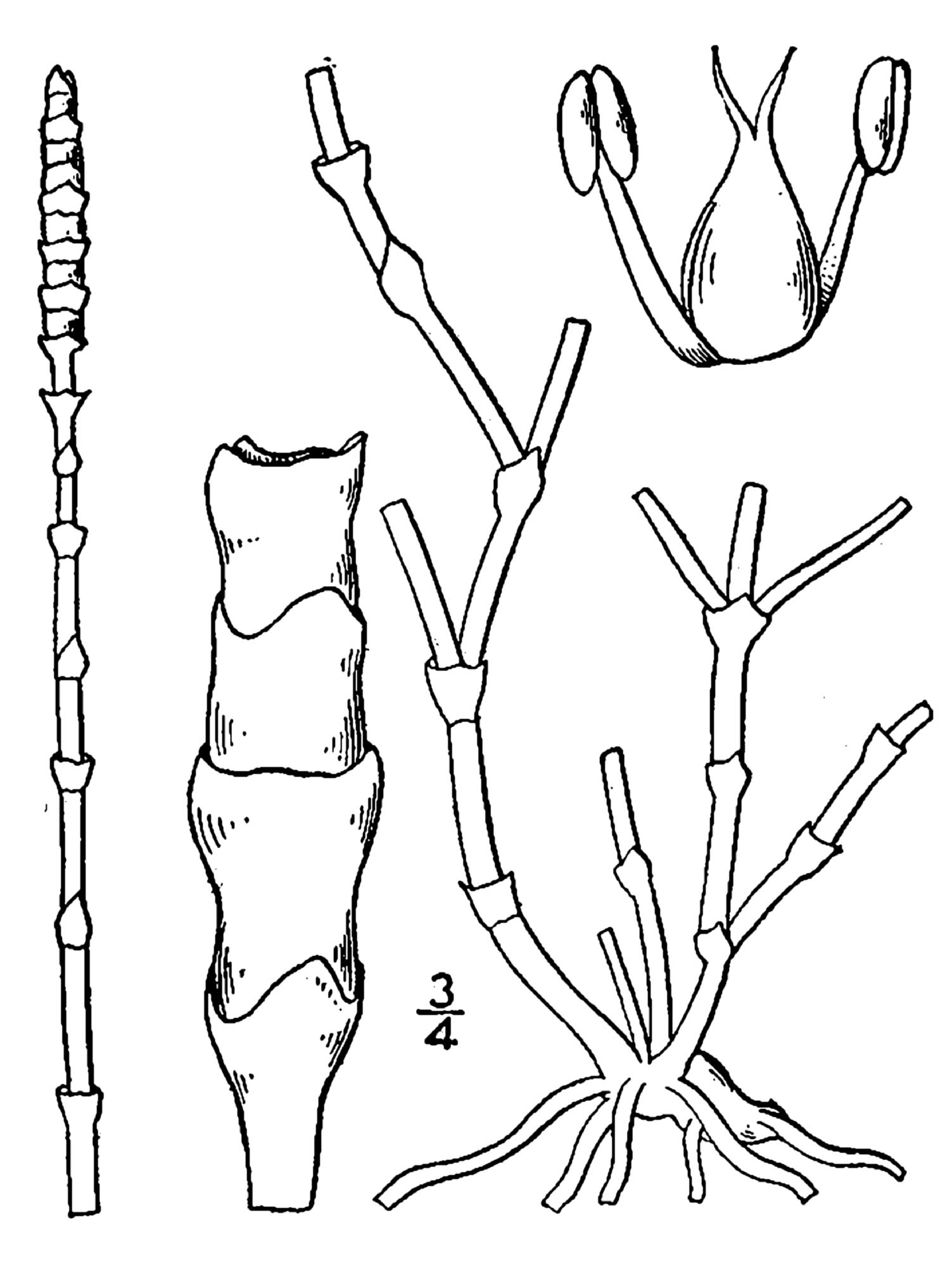
Illustration von Sarcocornia perennis

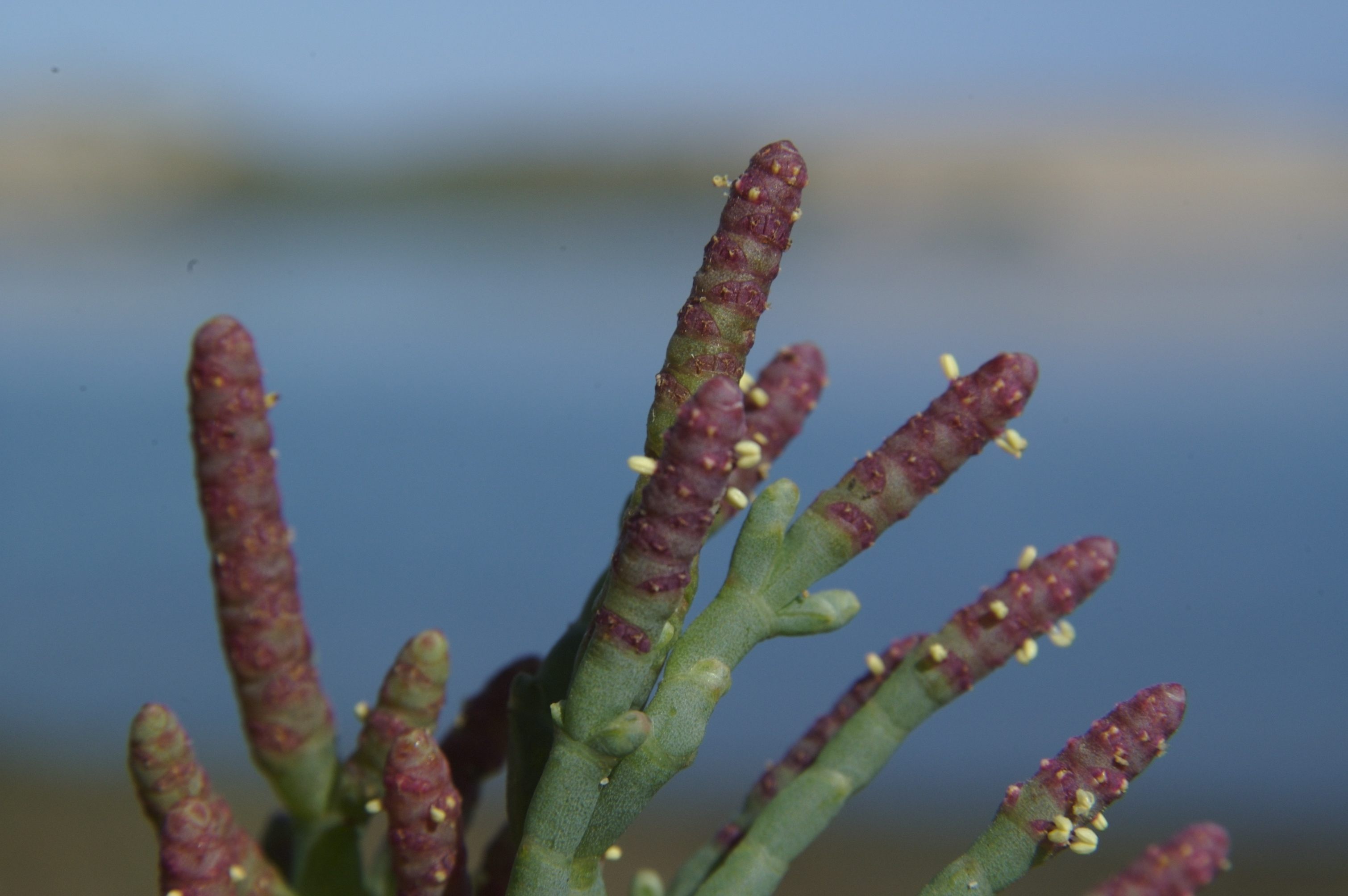
Blütenstände von Sarcocornia pacifica

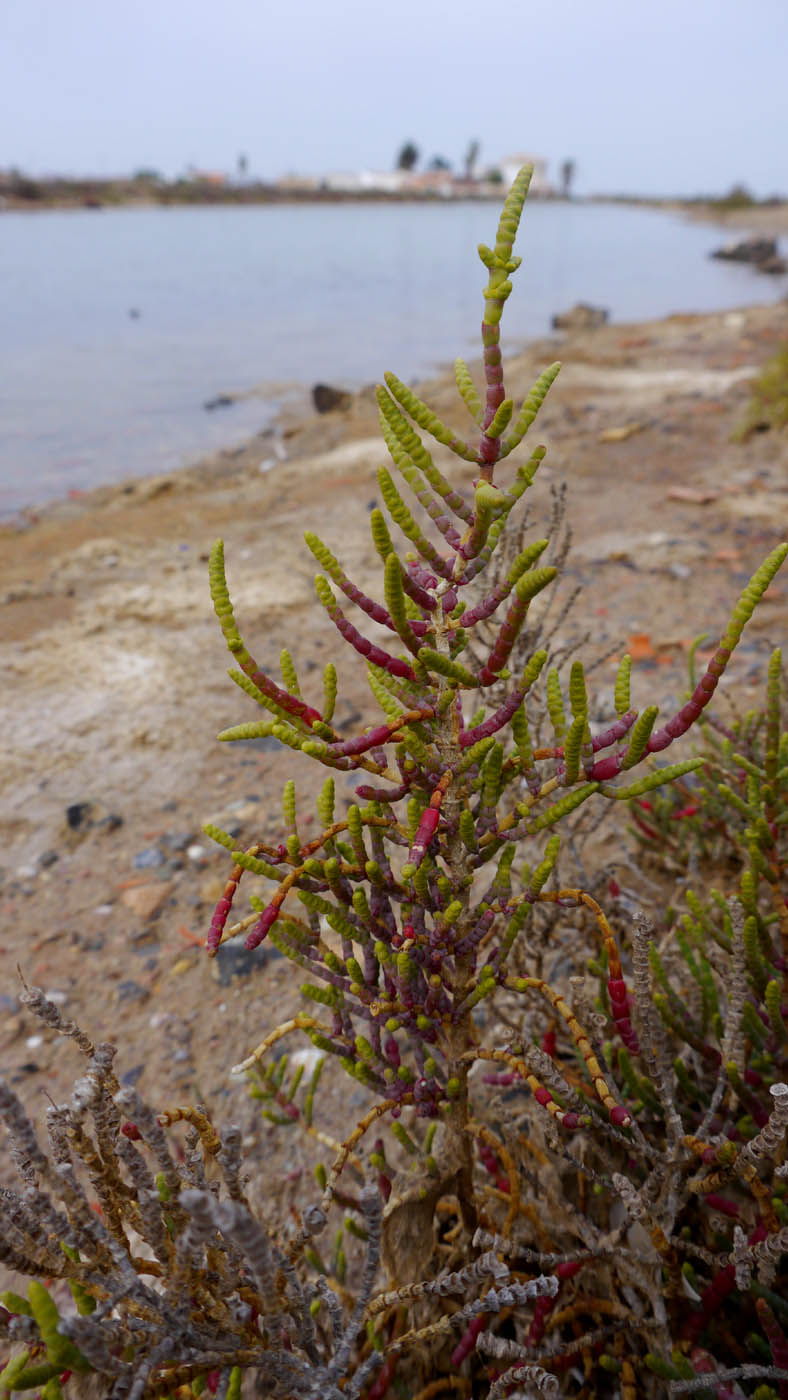
Sarcocornia fruticosa in den Salinas de Marchamalo (Spanien)

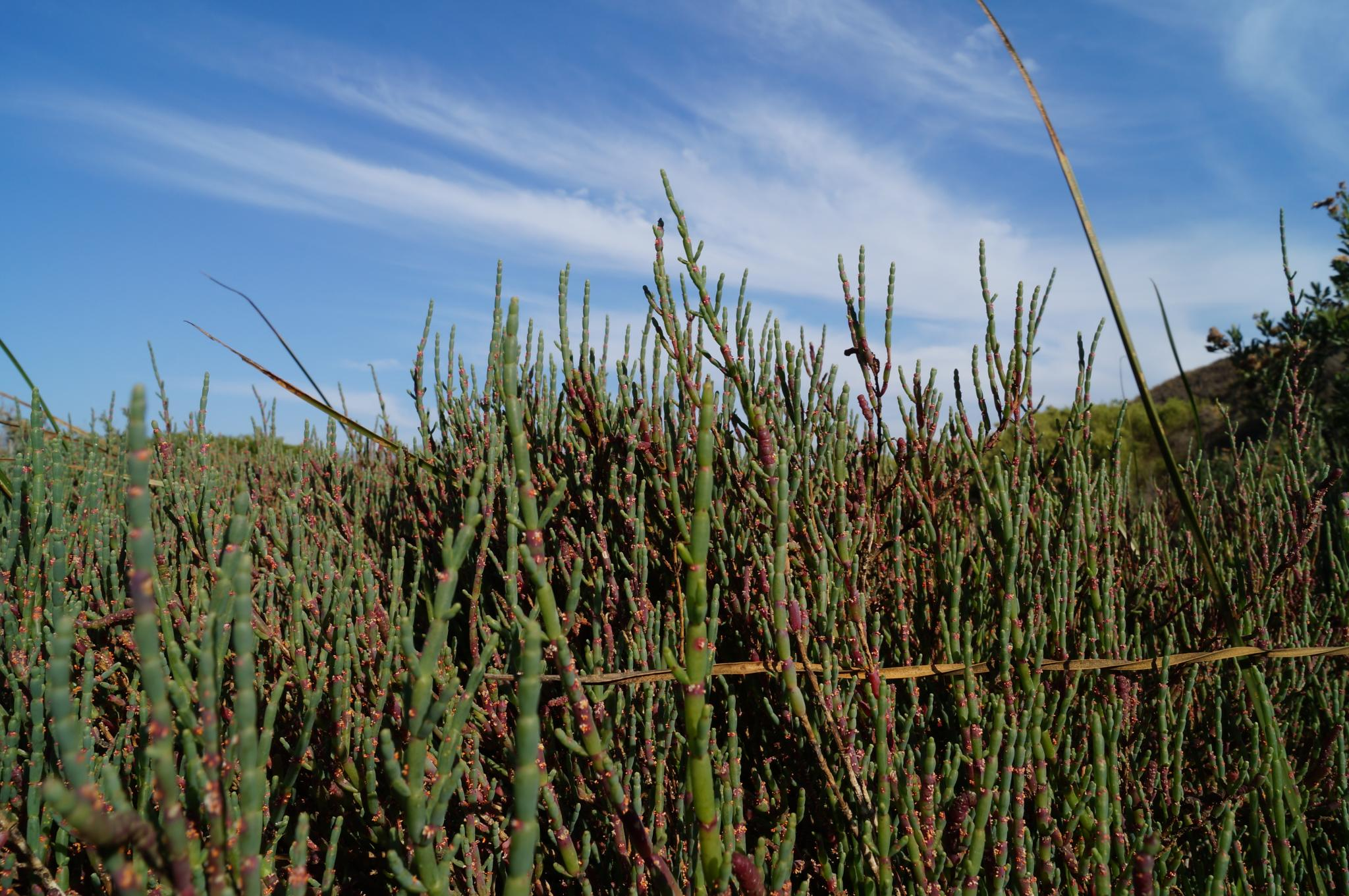
Sarcocornia neei in Los Vilos (Chile)

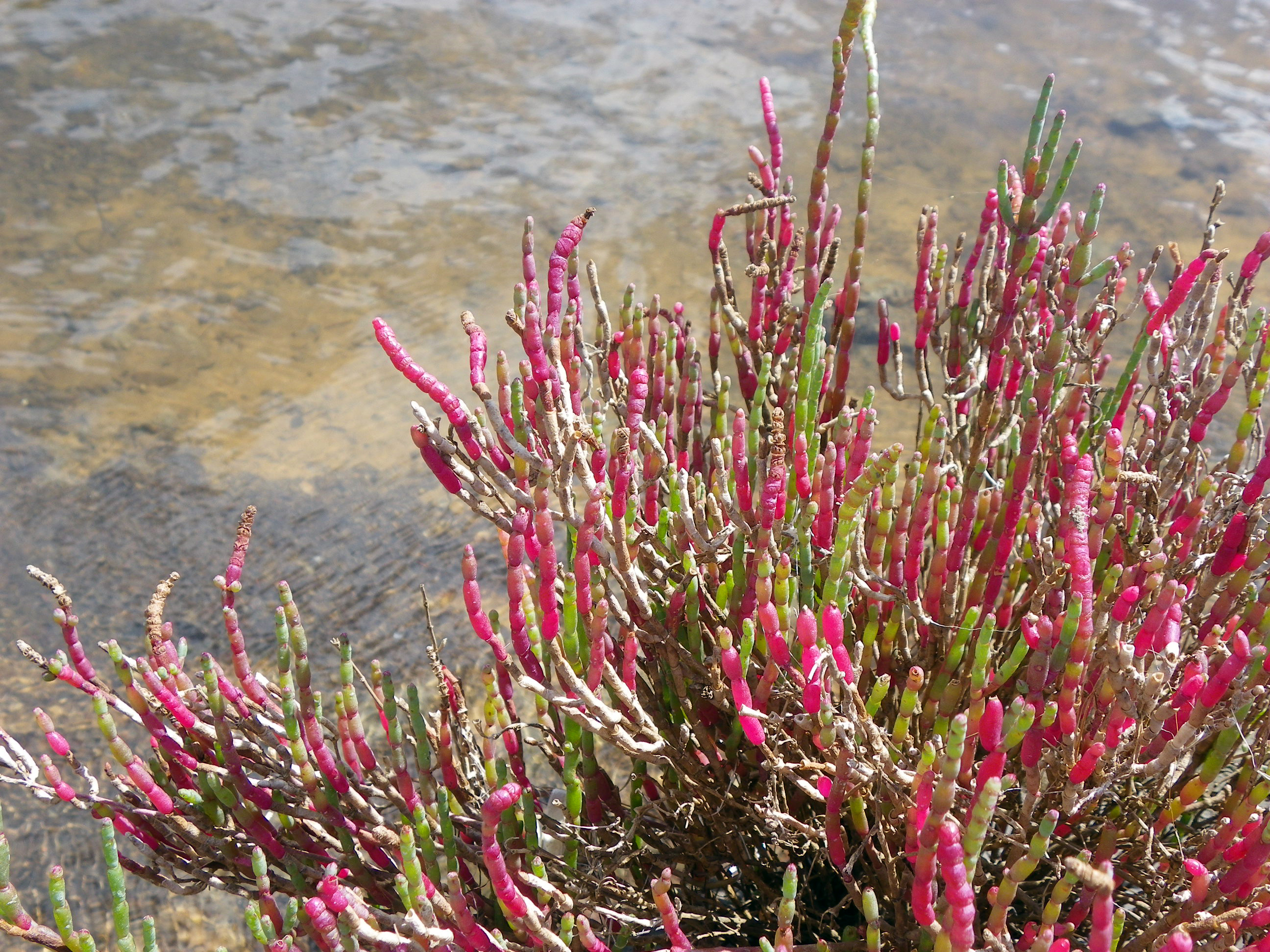
Sarcocornia quinqueflora in Australien

### Vegetative Merkmale
Die Sarcocornia-Arten sind kahle, ausdauernde krautige Pflanzen, Halbsträucher und Sträucher. Die Wuchsform kann aufrecht, niederliegend und mattenartig oder kissenförmig sein. Die jungen Sprossachsen wirken durch Berindung mit den Blättern scheinbar gegliedert. Ältere Achsen sind verholzt und ungegliedert. 
Die fleischigen Laubblätter sind gegenständig, an der Basis verbunden und am Stängel herablaufend und bewirken die Segmentierung der Pflanzen. Die Blattspitzen bilden kleine dreieckige Schuppen und sind schmal hautrandig.

### Blütenstände und Blüten
Einige Stängel tragen end- oder seitenständige ährenartige Blütenstände. Diese sind scheinbar gegliedert, jedes Glied besteht aus zwei gegenständigen, meist drei-, selten bis fünfblütigen Zymen, die völlig zwischen einem fleischigen Tragblatt und der Achse eingebettet sind. Die Einzelblüten jeder Zyme sind annähernd gleich groß und in einer horizontalen Reihe angeordnet, die seitlichen Blüten berühren sich nicht. Die Blüten sind zwittrig oder eingeschlechtlich, annähernd radiärsymmetrisch, mit drei bis vier fleischigen Tepalen, die fast bis zur Spitze verwachsen sind und auch zur Fruchtzeit erhalten bleiben. Die Blüten enthalten ein bis zwei Staubblätter und zwei bis drei Narben.

### Früchte und Samen
Die Früchte sind ellipsenförmig mit häutiger Fruchtwand. Die Samen stehen vertikal, sind ellipsoid, mit hellbrauner, häutiger, behaarter Samenschale. Die Samenhaare können kurvig, hakig, konisch oder gerade sein. Der Embryo ist hufeisenförmig, ein Nährgewebe ist nicht vorhanden. 

### Chromosomenzahl
Die Chromosomengrundzahl beträgt x=9. Die Arten haben diploide (18), tetraploide (36), hexaploide (54) und octoploide (72) Chromosomenzahlen.

## Standorte
Sarcocornia-Arten gedeihen besonders in warm-gemäßigten Regionen (Mittelmeerklima), in geringerem Umfang auch in subtropischen Klimazonen.
Als typische Salzpflanzen (Halophyten) wachsen sie an den Meeresküsten in Salzmarschen, in lehmigen Gezeitenmulden und an Küstenklippen, oder im Binnenland an Salzpfannen und am Ufer von Salzseen. Eine Ausnahme bildet Sarcocornia xerophila, die bei geringerem Salzgehalt in Halbwüsten auf Quarz vorkommt.

## Entstehungsgeschichte
Die Gattung Sarcocornia begann sich seit dem mittleren Miozän aus eurasischen Vorfahren zu entfalten. Es entstanden vier Abstammungsgemeinschaften: zunächst die eurasische Sarcocornia-Klade, von dieser ausgehend die amerikanische Sarcocornia-Klade, die Salicornia-Klade (mit den einjährigen Arten der Gattung Salicornia) sowie die südafrikanisch-australische Sarcocornia-Klade. Da die Gattung Salicornia sich mitten aus Sarcocornia heraus entwickelt hat, ist Sarcocornia paraphyletisch. Die Wuchsform als niederliegende Matten entstand mehrmals unabhängig voneinander und wird als Anpassung an Wuchsorte mit verlängerter Überflutungsdauer, Gezeitenbewegung und Frost betrachtet.

## Systematik und Verbreitung
Die Erstbeschreibung der Gattung Sarcocornia erfolgte 1978 durch Andrew John Scott, der damit die ausdauernden Arten von den einjährigen Formen der nah verwandten Gattung Queller (Salicornia) abtrennte. Die Typusart ist Sarcocornia perennis.
Sarcocornia ist weltweit verbreitet, besonders in warm-gemäßigten Regionen (Mittelmeerklima), in geringerem Umfang auch in subtropischen Klimazonen. In Europa kommt sie im Mittelmeerraum und an den wintermilden Atlantikküsten vor, außerdem in Nord- und Südamerika, im südlichen Afrika und in Australien.
Zur Gattung Sarcocornia zählen nach Fuente 2016 etwa 30 Arten, deren Diversitätszentrum (Zentrum der Artenvielfalt) im südlichen Afrika liegt:
- in Eurasien und Nordafrika: Bis 2009 waren hier nur Sarcocornia fruticosa und Sarcocornia perennis bekannt,[3] seitdem wurden sechs weitere Arten beschrieben:
  - Sarcocornia alpini (Lag.) Rivas-Martınez, auf der Iberischen Halbinsel
  - Sarcocornia carinata (Fuente, Rufo & Sánchez Mata) Fuente, Rufo & Sánchez Mata: Sie wurde 2015 aus Spanien erstbeschrieben.[4]
  - Sarcocornia fruticosa (L.) A.J.Scott, an Mittelmeerküsten und der Atlantikküste von Frankreich
  - Sarcocornia hispanica Fuente, Rufo & Sánchez-Mata, im Südosten der Iberischen Halbinsel
  - Sarcocornia lagascae Fuente, Rufo & Sánchez Mata, Mittelmeerküsten der Iberischen Halbinsel[4]
  - Sarcocornia obclavata Yaprak: Sie wurde 2012 aus der Türkei erstbeschrieben.[5]
  - Sarcocornia perennis (Miller) A.J.Scott, Küsten von Atlantik und Mittelmeer in West- und Südeuropa und Nordafrika
  - Sarcocornia pruinosa Fuente, Rufo & Sánchez-Mata, Atlantikküsten von Frankreich, Spanien und Portugal
- in Nordamerika:
  - Sarcocornia ambigua (Michx.) M.A.Alonso & M.B.Crespo, Atlantikküsten von Nordamerika, Karibische Küsten
  - Sarcocornia pacifica (Standl.) A.J.Scott, Pazifikküsten von Nordamerika von Alaska bis Baja California, im Inland im südlichen Kalifornien und Death Valley
  - Sarcocornia utahensis (Tidestr.) A.J.Scott: Sie kommt von Utah bis nach Texas und im nördlichen Mexiko, Küsten am Golf von Mexiko vom nordöstlichen Mexiko bis Louisiana vor, ein isoliertes Vorkommen gibt es in den Bahamas an den Panamint Lakes.
- in Südamerika:
  - Sarcocornia andina (Phil.) Freitag, M.A.Alonso & M.B.Crespo: : Dieser Endemit gedeiht nur in der Atacamawüste in Chile.
  - Sarcocornia magellanica (Phil.) M.A.Alonso & M.B.Crespo, in Patagonien und Tierra del Fuego in Argentinien
  - Sarcocornia neei (Lag.) M.A.Alonso & M.B.Crespo, an der Pazifikküste  von Chile und Peru, nördliche Hälfte Argentiniens bis zur Atlantikküste.
  - Sarcocornia pulvinata (R.E.Fr.) A.J.Scott, im Altiplano Andino in Peru und Bolivien
- im Südlichen Afrika:
  - Sarcocornia capensis (Moss) A.J.Scott: Dieser Endemit kommt in Südafrika nur im westlichen Teil der Kap-Halbinsel vor.
  - Sarcocornia decumbens (Tölken) A.J.Scott, südliche und östliche Küsten von Südafrika und Mosambik
  - Sarcocornia decussata S.Steffen, Mucina & G.Kadereit, westliche Kap-Halbinsel von Südafrika
  - Sarcocornia dunensis (Moss) S.Steffen, Mucina & G.Kadereit, in Lüderitz, Namibia
  - Sarcocornia freitagii S. Steffen, Mucina & G.Kadereit, Westküste von Südafrika
  - Sarcocornia littorea (Moss) A.J.Scott, West- und Südküste von Südafrika
  - Sarcocornia mossambicensis Brenan, südliches Mosambik
  - Sarcocornia mossiana (Tölken) A.J.Scott: Dieser Endemit kommt in Südafrika nur im westlichen Teil der Kap-Halbinsel vor.
  - Sarcocornia natalensis (Bunge ex Ung.-Sternb.) A.J.Scott, Küsten des Atlantik und Indischen Ozeans von Namibia, Südafrika und Mosambik
  - Sarcocornia pillansii (Moss) A.J.Scott, Südafrikanische Küsten
  - Sarcocornia tegetaria S.Steffen, Mucina & G.Kadereit, Küsten des Atlantik und Indischen Ozeans von Namibia, Südafrika und Mosambik
  - Sarcocornia terminalis (Toelken) Piirainen & G.Kadereit: Dieser Endemit gedeiht nur im Namaqualand in Südafrika. Die systematische Stellung dieser Art ist erst seit Piirainen et al. 2017 klar.[6]
  - Sarcocornia xerophila (Tölken) A.J.Scott: Dieser Endemit gedeiht nur im Namaqualand in Südafrika.
- in Australien:
  - Sarcocornia blackiana (Ulbr.) A.J.Scott, an Küsten von Süd- und West-Australien, von Tasmanien, Küsten und im Inland von Neuseeland und Neukaledonien.
  - Sarcocornia globosa P.G.Wilson, in West-Australien
  - Sarcocornia quinqueflora (Bunge ex Ung.-Sternb.) A.J.Scott, Küsten des östlichen, südlichen und westlichen Australiens, von Tasmanien, Küsten und im Inland von Neuseeland und Neukaledonien.

Bei Piirainen et al. 2017 gab es taxonomische Änderungen, beispielsweise im Rang von Taxon|Taxa. Beispielsweise der Rang einer Unterart Salicornia alpini subsp. carinata (Fuente, Rufo & Sánchez Mata) Piirainen & G.Kadereit für davor Rang einer Art Sarcocornia carinata (Fuente, Rufo & Sánchez Mata) Fuente, Rufo & Sánchez Mata oder Neukombination Salicornia decumbens (Toelken) Piirainen & G.Kadereit, Salicornia decussata (S.Steffen, Mucina & G.Kadereit) Piirainen & G.Kadereit oder die Klarstellung von Sarcocornia terminalis (Toelken) Piirainen & G.Kadereit.